# Caxias Futebol Clube
Il Caxias Futebol Clube, meglio noto come Caxias, è stata una società calcistica brasiliana con sede nella città di Joinville.

## Storia
Il club è stato fondato il 12 ottobre 1920. Il Caxias ha partecipato al Campeonato Brasileiro Série C nel 2003. Ha vinto il Campionato Catarinense nel 1929, nel 1954 e nel 1955, il Campeonato Catarinense Série B nel 2002 e il Campeonato Catarinense Série C nel 2009.

## Palmarès

### Competizioni statali
- Campionato Catarinense: 3

1929, 1954, 1955
- Campeonato Catarinense Série B: 1

2002
- Campeonato Catarinense Série C: 1

2009